# Чишмы (село, Чишминский район)
Чишмы́ (баш. Шишмә) — село в Чишминском районе Башкортостана России. Административный центр Чишминского сельсовета.  Согласно переписи 2020 года население составляло 1805 человек.

## История
Село основано в XVI веке выходцами из Сафарова (Асадуллины, Байбурины) и переселенцами из-под Касимова (Янборисовы).
В «Списке населенных мест по сведениям 1870 года», изданном в 1877 году, населённый пункт упомянут как деревня Чишма 1-го стана Уфимского уезда Уфимской губернии. Располагалась при ключе Чишме, по левую сторону Казанского почтового тракта из Уфы до левого берега реки Дёма, в 45 верстах от уездного и губернского города Уфы и в 15 верстах от становой квартиры в деревне Берсюванбаш. В деревне, в 133 дворах жили 653 человека (311 мужчин и 342 женщины, башкиры, тептяри), были мечеть, училище, 2 водяные  мельницы. Жители занимались плотничеством и пилкой леса. Источник отмечает наличие близ деревни мавзолея времён Тамерлана, привлекающий паломников-мусульман.
Районный центр (пгт. Чишмы) появился рядом с селом Чишмы как станция на Бугульминском железнодорожном ходу.

## Население
| 2002 | 2009  | 2010  | 2010  |
| ---- | ----- | ----- | ----- |
| 1740 | ↗1771 | ↗1806 | →1806 |

Национальный состав
Согласно переписи 2002 года, преобладающие национальности — башкиры (49 %), татары (41 %).

## Географическое положение
Расстояние до:
- районного центра (Чишмы): км,
- ближайшей ж/д станции (Чишмы): км.

## Религия
В селе есть мечеть.